# Jonathan Demme
Robert Jonathan Demme (wym. dɛmi, ur. 22 lutego 1944 w Baldwin w stanie Nowy Jork, zm. 26 kwietnia 2017 w Nowym Jorku) – amerykański reżyser, producent filmowy i scenarzysta, laureat Oscara w 1991 za reżyserię filmu Milczenie owiec.

## Życie prywatne
Demme urodził się w Baldwin, w stanie Nowy Jork. Dorastał w Miami na Florydzie. Studiował weterynarię (jest absolwentem University of Florida w Gainesville, największego uniwersytetu w południowej części USA). Był wujem reżysera Teda Demmego (1963-2002).
Był dwukrotnie żonaty: z reżyserką i producentką Evelyn Purcell i z malarką Joanne Howard. Ojciec trojga dzieci z drugiego małżeństwa: Ramona Castle, Brooklyn James i Josephine.
Matką chrzestną jego najmłodszej córki jest pisarka Edwidge Danticat.

## Kariera
Na początku lat sześćdziesiątych pracował jako dziennikarz, a w 1966 roku służył w United States Air Force. W 1969 wyjechał do Anglii, gdzie pracował jako producent telewizyjny.
Demme zaczynał karierę filmowca pracując przy filmach exploitation dla Rogera Cormana (nazywanego Królem filmów klasy B) w latach 1971–1976. Napisał wtedy i wyprodukował Angels Hard as They Come i The Hot Box, następnie wyreżyserował 3 filmy – Więzienna gorączka (Caged Heat), Szalona mama (Crazy Mama) i Na gołe pięści (Fighting Mad) dla studia Cormana, New World Pictures.
W roku 1977 Demme wyreżyserował komedię Handle with Care dla Paramount Pictures. Film został dobrze przyjęty przez krytyków filmowych, jednak ze względu na małą promocję filmu, nie odniósł on dużego sukcesu kasowego.
Jego film Melvin i Howard z roku 1980 również nie miał dużej promocji, jednak zdobył przychylne recenzje i uznanie filmowców (nagroda za reżyserię od Stowarzyszenia Nowojorskich Krytyków), dzięki czemu podpisał kontrakt na wyreżyserowanie filmu Szybka zmiana (Swing Shift). Wysokobudżetowa produkcja miała zamiar być głównym ekskluzywnym obrazem dla Warner Bros. Pictures, jak również komercyjnym przełomem dla Jonathana, jednak film został skompromitowany przez różnice poglądów i koncepcji twórczych między Jonathanem a Goldie Hawn, w konsekwencji czego Demme zrzekł się filmu. Film wydano w maju 1984 i został on powszechnie skrytykowany i niedoceniony przez widzów kinowych.
Po Szybkiej zmianie Demme zaczął tworzyć również filmy koncertowe – m.in. zapis koncertów grupy Talking Heads Stop Making Sense (1984, Grand Prix festiwalu we Flandrii) czy Swimming to Cambodia (1987, nominacja do Independent Spirit Award za reżyserię). W tamtym okresie stworzył kilka komedii kryminalnych: Dzika namiętność (1986) z Melanie Griffith i Poślubiona mafii (1988) z Michelle Pfeiffer.
W roku 1991 Demme zrealizował jeden z najsłynniejszych thrillerów psychologicznych lat 90. – Milczenie owiec z Jodie Foster i Anthonym Hopkinsem. Film jest jednym z trzech zdobywców pięciu najważniejszych Nagród Akademii: film, reżyseria, scenariusz, główna rola męska i kobieca. Jonathan Demme, za wyreżyserowanie tego filmu, otrzymał również Srebrnego Niedźwiedzia, nagrodę Amerykańskiej Gildii Reżyserów Filmowych, Bostońskiego Stowarzyszenia Krytyków Filmowych, Stowarzyszenia Nowojorskich Krytyków Filmowych i nagrodę National Board of Review.
W 1993 wyreżyserował kolejny film, Filadelfia, który również otrzymał Oscara, tym razem za kreację Toma Hanksa.
W ostatniej dekadzie zrealizował dwa remaki popularnych filmów: Prawdziwe oblicze Charliego (2002) z Timem Robbinsem, remake filmu Szarada z 1963 oraz Kandydat (2004) z Denzelem Washingtonem i Meryl Streep, remake filmu Przeżyliśmy wojnę z 1962 roku.
Film The Agronomist (2003) przyniósł mu Gotham Award dla Najlepszego Dokumentu, a Jimmy Carter Man from Plains (2007) – Biografilm Award i nagrodę FIPRESCI na MFF w Wenecji.
Zasiadał w jury konkursu głównego na 53. MFF w Cannes (2000). Przewodniczył obradom jury sekcji „Horyzonty” na 72. MFF w Wenecji (2015).

## Filmografia
| - 1971: Angels Hard as They Come - 1972: The Hot Box - 1974: Więzienna gorączka (Caged Heat) - 1976: Na gołe pięści (Fighting Mad) - 1984: Stop Making Sense - 2002: Prawdziwe oblicze Charliego (The Truth About Charlie) - 2007: Jimmy Carter Man from Plains - 1974: Więzienna gorączka (Caged Heat) - 1975: Szalona mama (Crazy Mama) - 1976: Na gołe pięści (Fighting Mad) - 1977: Handle with Care - 1978: Columbo: Murder Under Glass - 1979: Ostatni uścisk (The Last Embrace) - 1980: Melvin i Howard (Melvin and Howard) - 1982: Kim w tej chwili jestem? (Who Am I This Time?) - 1984: Stop Making Sense - 1984: Szybka zmiana (Swing Shift) - 1986: Dzika namiętność (Something Wild) - 1987: Swimming to Cambodia - 1988: Poślubiona mafii (Married to the Mob) - 1988: Famous All Over Town - 1991: Milczenie owiec (The Silence of the Lambs) - 1993: Filadelfia (Philadelphia) - 1997: Historie z metra: Podziemne opowieści - 1998: Storefront Hitchcock - 1998: Pokochać (Beloved) - 2002: Prawdziwe oblicze Charliego (The Truth About Charlie) - 2003: The Agronomist - 2004: Kandydat (The Manchurian Candidate) - 2006: Neil Young: Serce ze złota (Neil Young: Heart of Gold) - 2007: Jimmy Carter Man from Plains - 2008: Rachel wychodzi za mąż (Rachel Getting Married) - 2013: A Master Builder - 2013: A Master Builder - 2015: Nigdy nie jest za późno - 2015: Nigdy nie jest za późno | - 1976: Bulwar Hollywood (Hollywood Boulevard) jako Godzilla - 1977: Człowiek, który się zmieniał (The Incredible Melting Man) jako Matt - 1979: Ostatni uścisk (The Last Embrace) jako człowiek w pociągu - 1985: Ucieczka w noc (Into the Night) jako Federal Agent - 1994: One Foot On a Banana Peel, the Other Foot in the Grave... jako narrator - 1996: Szaleństwa młodości jako Major Motion Picture Director - 1997–2003: Oz jako dyrektor handlowy - 1971: Angels Hard as They Come - 1972: The Hot Box - 1986: Dzika namiętność (Something Wild) - 1990: Miami Blues - 1991: Mężczyźni i kobiety 2: W miłości nie ma zasad - 1993: Filadelfia (Philadelphia) - 1994: One Foot On a Banana Peel, the Other Foot in the Grave... - 1996: Szaleństwa młodości (That Thing You Do!) - 1996: Into the Rope - 1996: Courage and Pain - 1998: The Uttmost - 1998: Pokochać (Beloved) - 2002: Prawdziwe oblicze Charliego (The Truth About Charlie) - 2002: Adaptacja (Adaptation.) - 2003: The Agronomist - 2003: Beah: A Black Woman Speaks - 2006: Neil Young: Serce ze złota (Neil Young: Heart of Gold) |